# نیل آبرکرومبی

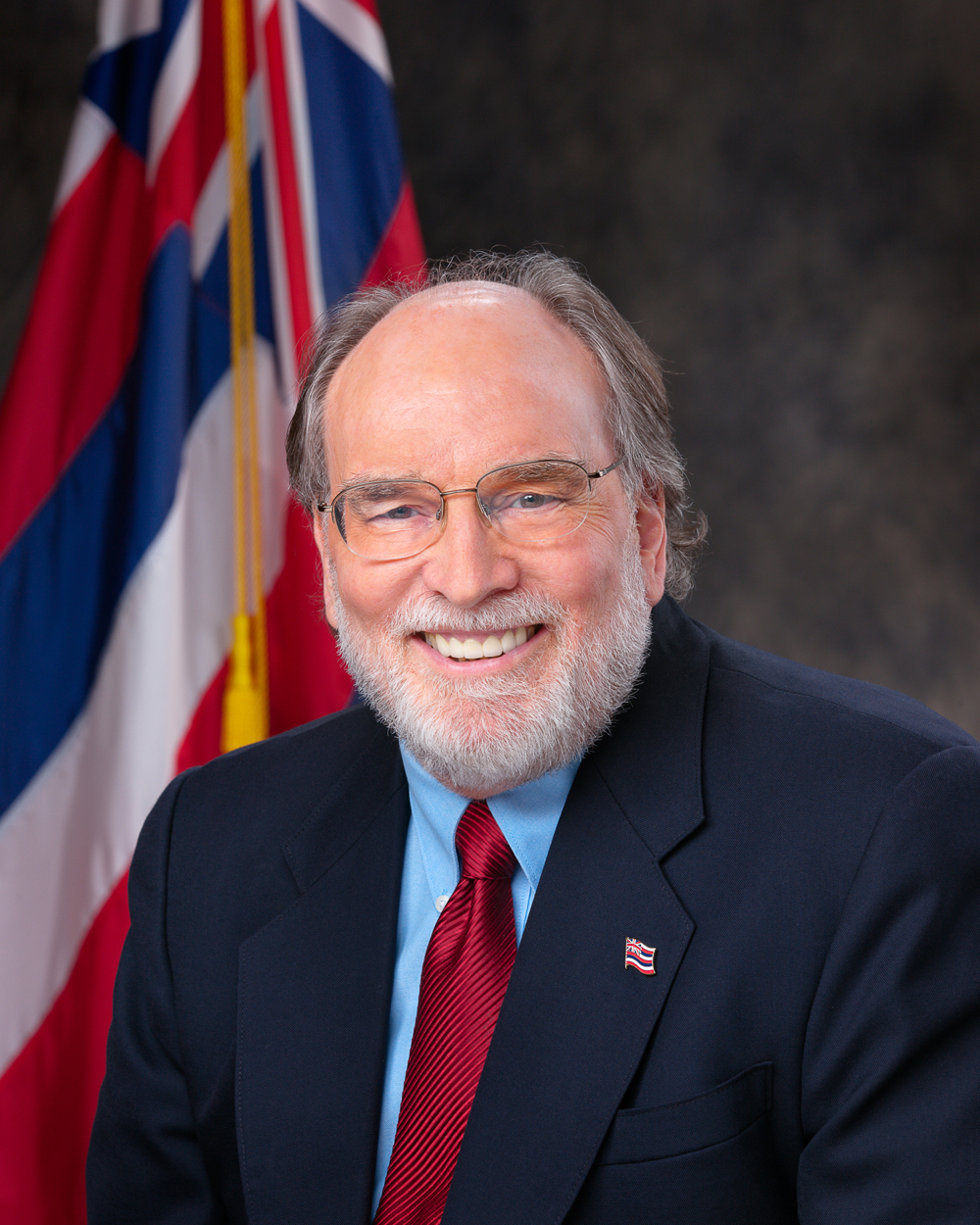

نیل آبرکرومبی (به انگلیسی: Neil Abercrombie) فرماندار ایالت هاوائی از حزب دموکرات ایالات متحده آمریکا بود که در تاریخ ۶ دسامبر ۲۰۱۰ میلادی به عنوان فرماندار انتخاب شد و تا سال ۲۰۱۴ در این سمت باقی ماند.